# Hermann Theodor Geyler
Hermann Theodor Geyler  (  Schwarzbach  perto de Gera, 15 de Janeiro de 1835 -  Francfort-sur-le-Main, 22 de março de 1889 ) foi um paleontólogo e botânico alemão.
Geyler é autor de  Über fossile Pflanzen aus Borneo (1875).